# Taconita

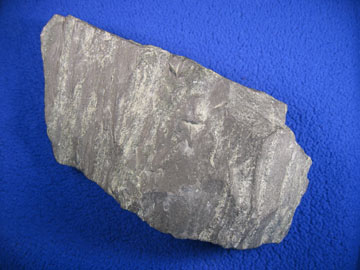
Taconita.

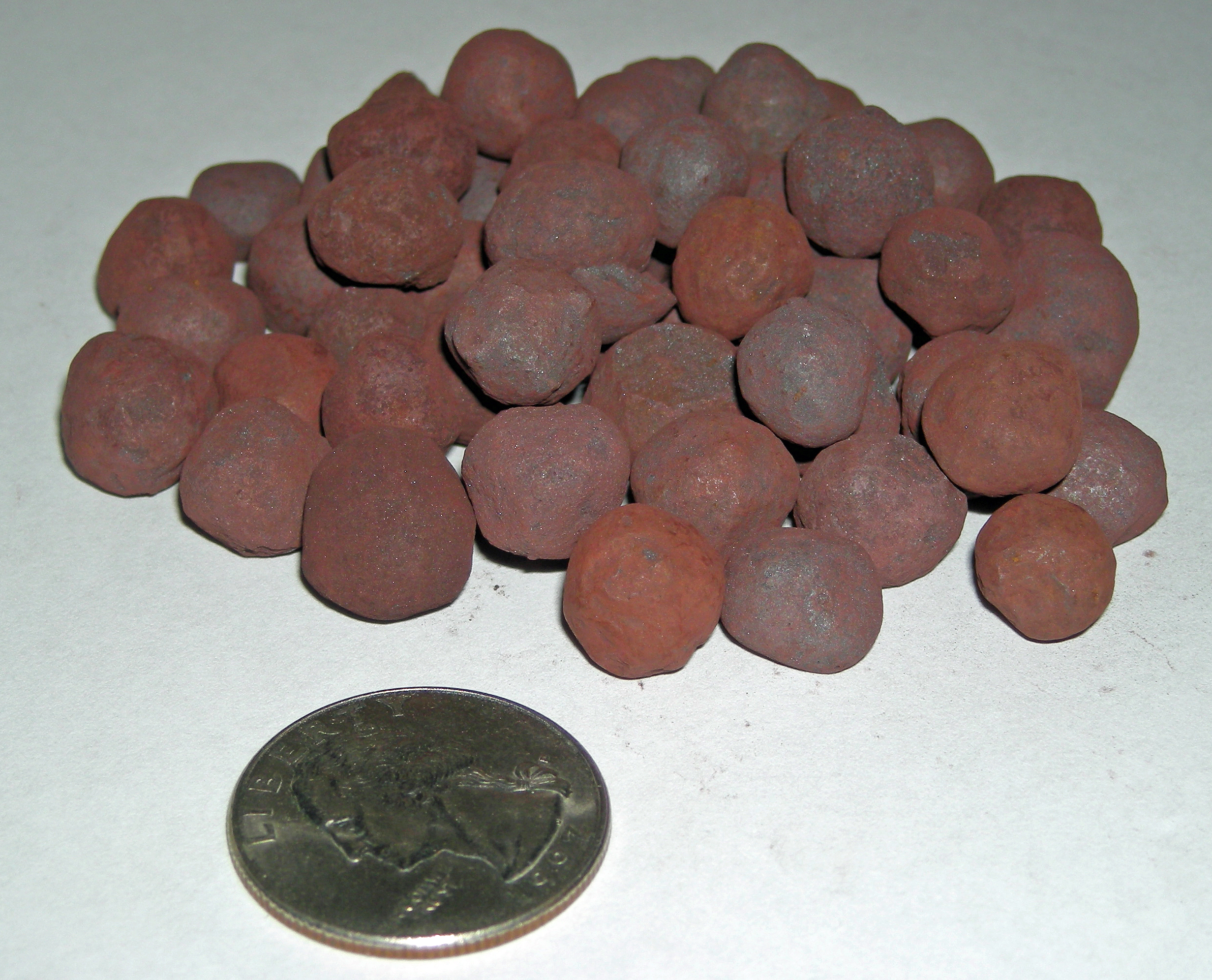
Gránulos de taconita procesados según son utilizados en la industria del acero, con una moneda de cuarto de dólar como referencia de escala.

La taconita es una variedad de hierro bandeado, una roca férrica (> 15% de hierro) sedimentaria, en la cual los minerales de hierro están intercalados con cuarzo, chert o carbonato. El término fue acuñado por Newton Horace Winchell, geólogo del estado de Minnesota, durante sus investigaciones pioneras de la formación de hierro Biwabik precámbrica del noreste de Minnesota debido a su parecido superficial con las rocas de hierro de las montañas Taconic de Nueva York, con las cuales estaba familiarizado.
El hierro contenido en la taconita, habitualmente presente en forma de magnetita dispersa, está entre un 25 y un 30%.
A finales del siglo XIX y durante el principio del XX, hubo una abundancia de mineral de hierro de una calidad tan alta que la taconita era considerada un producto de desecho no rentable. Al finalizar la Segunda Guerra Mundial la mayor parte de las menas de mineral de hierro de alto grado en los Estados Unidos se habían agotado y la taconita se convirtió en una nueva fuente del metal.
Para procesar la taconita, el mineral se muele en un polvo fino, la magnetita se separa de la ganga por potentes imanes, el concentrado de hierro en polvo se combina con un ligante tal como arcilla bentonita y piedra caliza como fundente y se aglutina en forma de gránulos de alrededor de un centímetro de diámetro que contienen aproximadamente el 65% de hierro. Los gránulos se disparan a temperaturas muy altas para endurecerlos y hacerlos duraderas. Esto es necesario para asegurar que la carga del alto horno permanece lo suficientemente porosa como para permitir que el gas caliente pase a través y reaccionar con el mineral de granulado. La cocción de la pastilla oxida la magnetita (Fe3O4) a hematita (Fe2O3), una reacción exotérmica que reduce el costo de peletización del concentrado. E. W. Davis de la Estación Experimental de Minas de la Universidad de Minnesota fue el que desarrolló el proceso de peletización. Desde el desarrollo comercial de este proceso en la región del Lago Superior en la década de 1950, el término taconita se ha utilizado a nivel mundial para hacer referencia a minerales de hierro susceptibles de utilización por medio de procesos similares.